# Mậu Long
Mậu Long là một xã thuộc huyện Yên Minh, tỉnh Hà Giang, Việt Nam.

## Địa lý
Xã Mậu Long có vị trí địa lý:
- Phía đông giáp huyện Mèo Vạc
- Phía tây giáp xã Mậu Duệ
- Phía nam giáp xã Ngọc Long và xã Lũng Hồ
- Phía bắc giáp huyện Đồng Văn và huyện Mèo Vạc.

Xã Mậu Long có diện tích 67,34 km², dân số năm 2019 là 6.576 người, mật độ dân số đạt 98 người/km².

## Hành chính
Xã Mậu Long được chia thành 14 thôn: Nà Tườm, Hạt Trả, Nà Liêu, Nà Đé, Hạt Đạt, Ngàm Án, Lũng Mảng, Bản Mà, Nà Mòn, Khau Cùa, Khâu Nhang, Nà Luông, Bản Khoang, Lẩu Khắm.

## Lịch sử
Ngày 29 tháng 1 năm 1997, Chính phủ có Nghị định số 8-CP về việc thành lập xã Mậu Long trên cơ sở:
- Điều chỉnh 6.209,3 ha diện tích tự nhiên và 1.897 nhân khẩu của xã Mậu Duệ
- Điều chỉnh 862,50 ha diện tích tự nhiên và 1.331 nhân khẩu của xã Ngọc Long.

Xã Mậu Long có diện tích tự nhiên 7.071,8 ha và 3.228 nhân khẩu.